# Raymond Terrace
Raymond Terrace est une ville australienne située dans la zone d'administration locale de Port Stephens, dont elle est le siège, en Nouvelle-Galles du Sud.

## Géographie
La ville est située dans la région de l'Hunter, au confluent de l'Hunter avec le Williams, à 160 km au nord-nord-est de Sydney et à 26 km au nord de Newcastle.

## Histoire
En 1797, le lieutenant Raymond explore le cours de l'Hunter et décrit l'aspect en terrasse présenté par les arbres de la région.

## Démographie
| 2001   | 2006   | 2011   | 2016   | 2021   |
| ------ | ------ | ------ | ------ | ------ |
| 12 482 | 12 700 | 13 217 | 13 302 | 14 081 |